# Vittorio Arrigoni
Vittorio „Vik“ Arrigoni (* 4. Februar 1975 in Besana in Brianza; † 15. April 2011 in Gaza) war ein italienischer Reporter, Friedensaktivist und aktives Mitglied der pro-palästinensischen Internationalen Solidaritätsbewegung ISM. Er wurde am 14. April von palästinensischen Salafisten entführt und ermordet.

## Aktivismus
Nach seinem Abitur in Italien verließ er seine Heimatstadt Bulciago, ein kleines Dorf in der Nähe des Comer Sees, wo seine Mutter, Egidia Beretta, die Bürgermeisterin war. Er begann, als Freiwilliger in der ganzen Welt zu arbeiten (Osteuropa, Südamerika, Afrika und West-Asien).

## Entführung und Ermordung

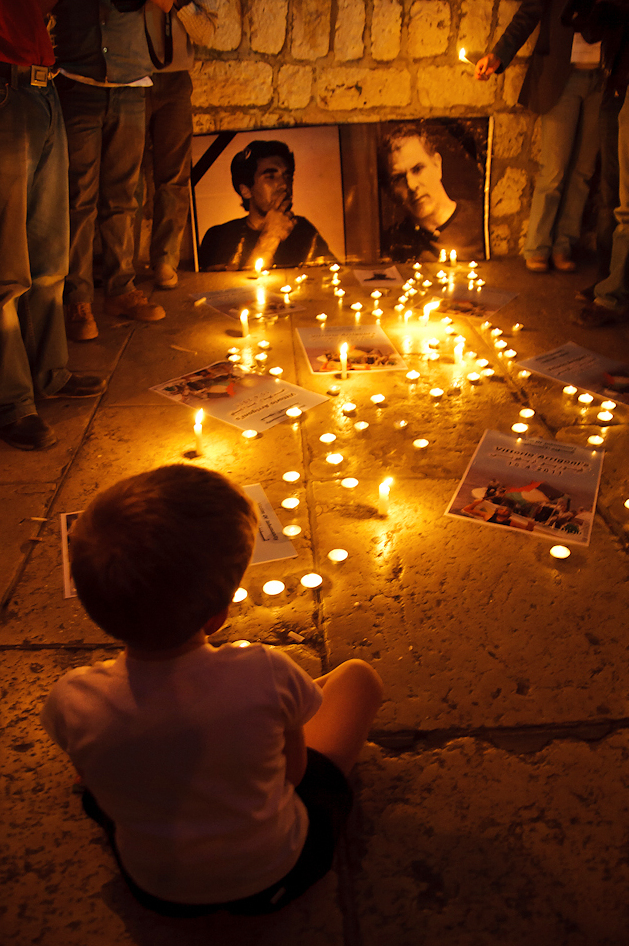
Totenwache in der Kathedrale von Bethlehem zum Gedenken an Vik Arrigoni (links) und an Juliano Mer-Chamis.

Arrigoni wurde am 14. April 2011 von der palästinensischen islamistisch-salafitischen Gruppe Tawhid wal-Jihad („Tauhīd und Dschihad“) entführt; seine Leiche wurde in einem leerstehenden Haus gefunden. Die Gruppe hatte von der den Gazastreifen kontrollierenden gleichfalls islamistischen Hamas die Freilassung ihres Anführers Hisham Saidani gefordert, der Anfang März inhaftiert worden war. Sicherheitskräfte der Hamas fanden Arrigoni bei einem Zugriff nur drei Stunden nach dessen Entführung als übel zugerichtete Leiche, noch vor Ablauf des Ultimatums. Die Hamas-Regierung des Gaza-Streifens konnte als Täter palästinensische Salafisten ermitteln: Zwei davon wurden bei der Festnahme getötet, zwei andere zu lebenslanger Haft verurteilt. Zwei Mittäter erhielten langjährige Haftstrafen.

## Rezeption
2011 erschien in deutscher Übersetzung Palästina – Ethnische Säuberung und Widerstand im Zambon-Verlag, ein Buch welches Arrigoni als Hauptautor mit einem Autorenteam verfasste. Das Buch dokumentierte die äußerst brutalen Übergriffe auf Palästinenser, Frauen, Kinder, Alte, seitens israelischer Kräfte und war mit zahlreichen Bildern illustriert.

## Veröffentlichungen (Auswahl)
- GAZA – Mensch bleiben: Dezember 2008 – Juli 2009. Mit einem Vorwort von Ilan Pappe. 1. Auflage. Zambon, Frankfurt am Main 2009, ISBN 978-3-88975-157-7 (italienisch: Restiamo Umani.).
- Palästina – Ethnische Säuberung und Widerstand, Herausgeber: Giuseppe Zambon, Frankfurt am Main 2011, ISBN 978-3-88975-156-0.